# Spellemannprisen 1977
Der Spellemannpris 1977 war die sechste Ausgabe des norwegischen Musikpreises Spellemannprisen. Die Nominierungen berücksichtigten Veröffentlichungen des Musikjahres 1977. Die Preisverleihung fand am 25. Februar 1978 im Oslo Konserthus statt. Übertragen wurde die Veranstaltung vom Norsk rikskringkasting (NRK) im Fernsehen und Radio. Den Ehrenpreis („Hedersprisen“) erhielt Toralf Tollefsen.

## Gewinner
| Kategorie                                      | Gewinner                     | Werk                                      |
| ---------------------------------------------- | ---------------------------- | ----------------------------------------- |
| Barneplate (Kinderplatte)                      | Thorbjørn Egner              | Folk og røvere i Kardemomme by            |
| Gammeldans/folkemusikk (Gammeldans/Volksmusik) | Ånon Egeland, Per Midtstigen | I heitaste slåtten                        |
| Hederspris (Ehrenpreis)                        | Toralf Tollefsen             | –                                         |
| Jazzplate (Jazzplatte)                         | Pål Thowsen, Jon Christensen | No time for time                          |
| Klassiske plate (Klassische Platte)            | Grex Vocalis-koret           | Grex Vocalis                              |
| Opphavsmannspris (Urheberpreis)                | Jan Eggum                    | –                                         |
| Pop-Plate (Pop-Platte)                         | Alex                         | Handle With Care                          |
| Viseplate (Weisenplatte)                       | Alf Cranner                  | Vindkast                                  |
| Åpen Klasse (Offene Klasse)                    | Arve Tellefsen               | Sindings fiolinkonsert og Du milde Mosart |
| Årets vokalist (Vokalist des Jahres)           | Radka Toneff                 | Winter poem                               |

## Nominierte
Barneplate
- Inn til vegge: Inn til vegge - Sangleker i Bergen
- Klabb og Babb: Klar til avgang i spor 2
- Thorbjørn Egner: Folk og røvere i Kardemomme by

Gammeldans/folkemusikk
- Torleif Bolstad: Feletona oppunde’ Bitihødd'n
- Østerdalsringen spelemannslag: Pols
- Ånon Egeland, Per Midtstigen: I heitaste slåtten

Jazzplate
- Graf, Hovensjø, Eberson, Christensen: Blow out
- Per Husby septett: Peacemaker
- Pål Thowsen, Jon Christensen: No time for time

Klassiske plate
- Grex Vocalis-koret: Grex Vocalis
- Kjell Bækkelund, Robert Levin: Grieg-komposisjoner
- Magne Elvestrand mit weiteren: Barokkmusikk i Norge

Opphavsmannspris
- Jan Eggum
- Pete Knutsen
- Terje Rypdal

Pop-Plate
- Alex: Handle With Care
- Ruphus: Inner voice
- Åge Aleksandersen: Åge Aleksandersen med Sambandet

Viseplate
- Alf Cranner: Vindkast
- Lars Klevstrand: Riv ned gjerdene
- Nord-Norsk visegruppe: Rav og rekling

Åpen Klasse
- Arve Tellefsen: Sindings fiolinkonsert og Du milde Mosart
- Kjetil Bjørnstad, Sigmund Groven: Musikk for en lang natt
- Ole Paus: Pausposten 1 og 2

Årets vokalist
- Kirsti Sparboe: Serenade
- Per Granberg: I can't stop loving you
- Radka Toneff: Winter poem